# Histoire LGBT
L'histoire LGBT correspond à la fois à l'histoire du lesbianisme, de l'homosexualité, de la bisexualité et de la transidentité, mais aussi à l'histoire du mouvement LGBT comme groupe unifié.

## Historiographie
Les personnes ayant des attirances ou des expressions de genre différentes par rapport à la majorité sont souvent marginalisées par la société, et donc peu présentes dans les études et récits sur l'histoire. Face à cet état de fait, il y a trois attitudes qu'on peut adopter:
1. célébrer l'existence de gens et de relations en dehors des normes dominantes dans l'histoire,
2. mettre en évidence l'oppression et les résistances queer,
3. et décortiquer les évolutions des idées et du pouvoir autour de la sexualité et du genre.

Le spécialiste Jeffrey Weeks insiste sur l'importance d'étudier la manière dont les comportements sexuels et genrés sont des constructions sociales influencées par l'histoire. Il rappelle l'importance de chaque archive queer entretenue par un collectif local afin de pouvoir étudier l'histoire LGBT.
En histoire de l'art, certaines personnes ou personnages peuvent être relues comme des icônes queer. Dans le même genre de regard sur le passé, les gens LGBT peuvent chercher des formes d'ancêtres dans l'histoire de leur pays.
Face aux lacunes de l'histoire écrite, certains artistes queer font de l'archéologie queer, c.-à-d. qu'ils cherchent des traces plutôt que des témoignages.

## Histoires spécifiques

### Par communauté

#### Lesbiennes

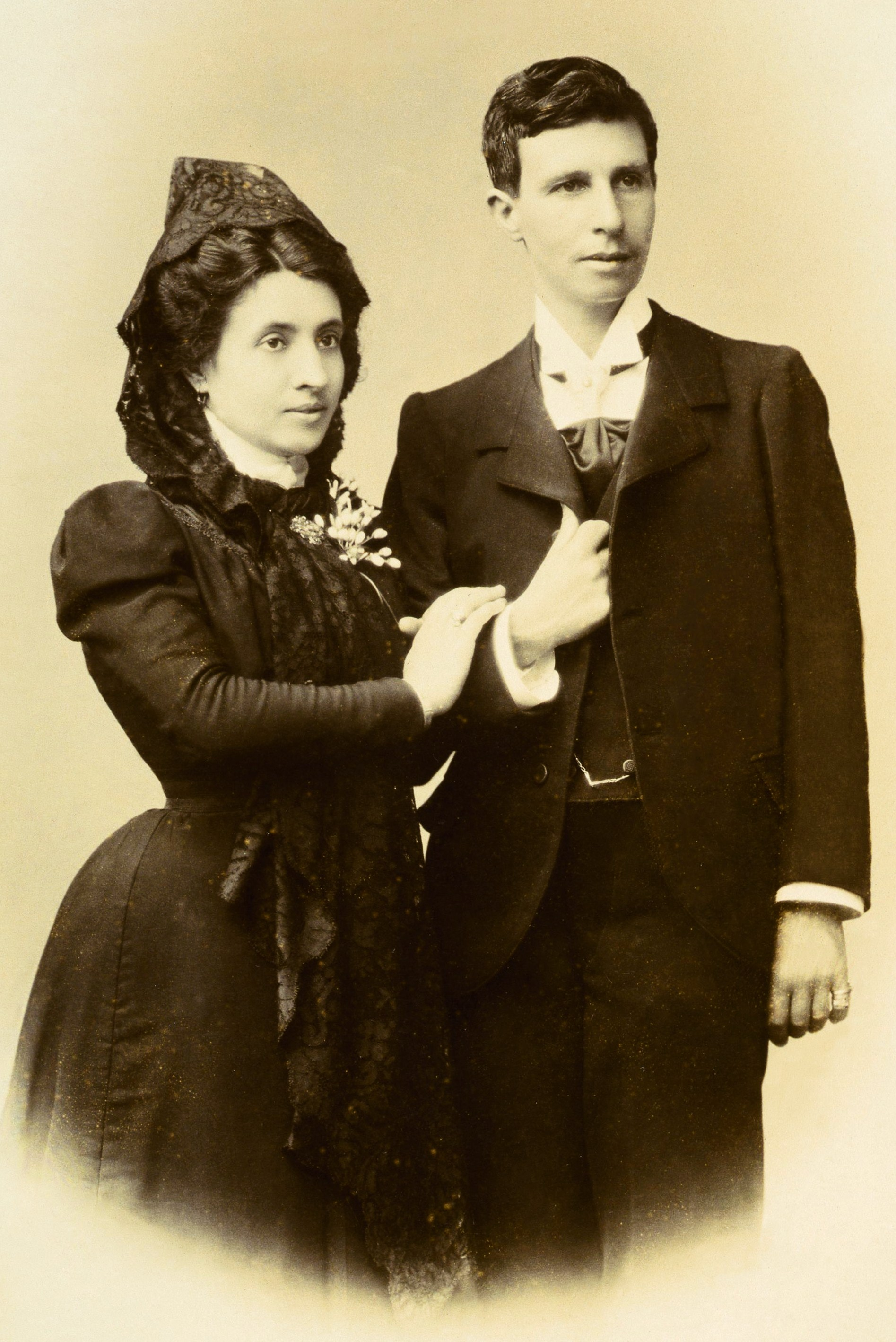
Marcela Gracia Ibeas et Elisa Sánchez Loriga tentent de se marier le 8 juin 1901.

L'histoire des lesbiennes désigne à la fois l'histoire des femmes ayant des relations affectives et sexuelles entre elles, mais aussi l'histoire d'une identité sociale et culturelle qui n'est pas réduite à une simple homosexualité féminine.
Évoluant dans des sociétés lesbophobes qui les répriment, les lesbiennes parviennent toutefois à créer et maintenir des lieux et modes de sociabilité, ainsi qu'une culture, en particulier littéraire, propre, ainsi qu'à obtenir dans certains pays le droit de se marier et d'élever des enfants ainsi qu'à participer à l'émancipation politique de toutes les femmes.

#### Homosexualité
Jusqu'à la fin du XIXe siècle, il n'y a pas d'histoire mondiale unifiée de l'homosexualité, mais des histoires locales définies sur des aires linguistiques, culturelles, religieuses et politiques.
Trois ensembles d'évènements vont aboutir à l'émergence d'histoires globales de l'homosexualité : le colonialisme européen, qui s'accompagne d'une diffusion du christianisme ainsi que du système de genre occidental en Amérique, en Afrique et en Asie ; l'émergence du premier mouvement homosexuel, qui évoluera par la suite en mouvement LGBT, et permettra de porter des revendications politiques dans le monde ; la mondialisation, qui permet à ce que les œuvres musicales, cinématographiques ou littéraires circulent à échelle globales ; et enfin, les pandémies, en particulier du Sida, qui affectent toutes les communautés homosexuelles du monde.

#### Bisexualité

Le drapeau de la fierté bisexuelle.

L'histoire de la bisexualité est divisée en deux parties, l'histoire pré-moderne et l'histoire contemporaine. L'histoire ancienne et médiévale de la bisexualité se compose d'anecdotes de comportements sexuels et de relations entre personnes de même sexe et de sexe différent. Une définition moderne de la bisexualité commence à prendre forme au milieu du XIXe siècle au sein de trois catégories interconnectées : les catégories biologiques, psychiques et sexuelles. Dans la culture occidentale moderne, le terme bisexuel est d'abord défini de manière binaire comme une personne ayant une capacité d'attraction romantique ou sexuelle pour les hommes et les femmes,,. L'utilisation du mot bisexuel remonte au XIXe siècle lorsque le psychologue allemand Richard von Krafft-Ebing l'utilise pour désigner le sexe des individus qui adoptent selon lui des comportements féminins et masculins. À partir des années 1970, la bisexualité en tant qu'orientation sexuelle distincte gagne en visibilité dans la littérature, le monde universitaire et l'activisme occidental. Malgré une vague de recherche et d'activisme autour de la bisexualité, les personnes bisexuelles ont souvent été marginalisées dans la littérature, les films et les travaux de recherche.
Les attitudes de la société à l'égard de la bisexualité varient selon la culture et l'histoire ; cependant, aucune preuve substantielle ne montre que le taux d'attraction du même sexe ai beaucoup varié. Avant la discussion contemporaine sur la sexualité en tant que phénomène associé à l'identité personnelle, la culture antique et médiévale considérait la bisexualité comme l'expérience de relations homosexuelles et hétérosexuelles. Les cultures de la Grèce antique et de la Rome antique admettent que les hommes adultes soient impliqués dans des relations homosexuelles, tant qu'ils prennent le rôle de pénétration.

#### Transidentité

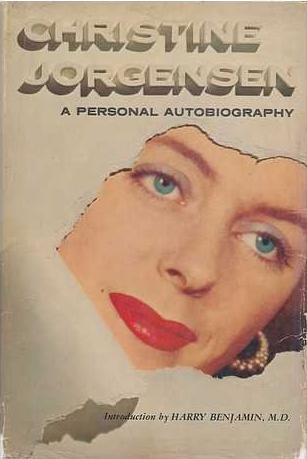
Couverture de l'autobiographie de Christine Jorgensen, publiée en 1967.

L'histoire de la transidentité est difficile à étudier en raison des différentes conceptions du genre et de limites méthodologiques de la recherche. Cependant, on trouve la trace de personnes vivant sous un autre genre que celui de leur enfance dès les premiers écrits de la Mésopotamie, et ce sur tous les continents. Dans la Rome antique, Héliogabale exige l'utilisation du féminin pour la désigner et veut accéder à une « double nature sexuelle » grâce à une incision « à l'avant du corps ».
Le christianisme et la colonisation chrétienne imposent de nouveaux standards, appliqués de façon stricte, et marquent la fin de nombreuses pratiques d'imposition de la binarité de genre. Certains missionnaires acceptent que des femmes vivent comme des hommes et remplissent leurs rôles, comme Njinga du Ndongo et du Matamba, roi du Ndongo et du Matamba, mais la transidentité féminine est très durement réprimée. En 1513, Vasco Núñez de Balboa assassine par exemple 40 femmes trans de l'isthme de Panama pour cause de sodomie. En Asie, entre autres chez les hijras, les colons empêchent les personnes trans d'accéder à leurs emplois spirituels d'origine, les forçant à subsister par la prostitution, ce qui entretient les stéréotypes sur le long cours. En Europe, le travestissement des femmes en hommes est également plus accepté que l'inverse : le moine Eugène, forcé à dévoiler son sexe pour éviter une accusation de viol, est canonisé sous le nom de sainte Eugénie.
De nombreux hommes trans de l'Europe des dix-huitième et dix-neuvième siècles s'engagent comme marins ou soldats. Aux États-Unis, pendant la guerre de sécession, plus de 200 personnes s'engagent dans l'armée en se déguisant. Dans les deux cas, ces identités sont respectées si les hommes trans ou femmes travesties ne révèlent pas leur anatomie, auquel cas on leur attribue de nouveau leur rôle féminin.
Le développement de la chirurgie de réattribution sexuelle et de l'hormonothérapie, créée en Allemagne au plus tard en 1918 et destinée aux personnes trans, se fait en parallèle de tentatives de « guérir » l'homosexualité, telle que la greffe, réalisée en 1916 par Eugen Steinach, d'un testicule d'un homme hétérosexuel vers un homme homosexuel. Le mot travesti est inventé en Allemagne par Magnus Hirschfeld. Une série d'opérations d'affirmation de genre est réalisée en Allemagne au sein de l'Institut Hirschfeld dans les années 1920, avant sa destruction par la Schutzstaffel nazie.
L'histoire de Christine Jorgensen est largement médiatisée à partir de 1952. Elle ouvre la voie à une démocratisation des transitions médicales, qui s'opère de façon très différente selon les pays.

### Par région géographique

#### Amériques
- États-Unis

#### Europe
- France
- Russie
- Suisse

## Histoire unifiée

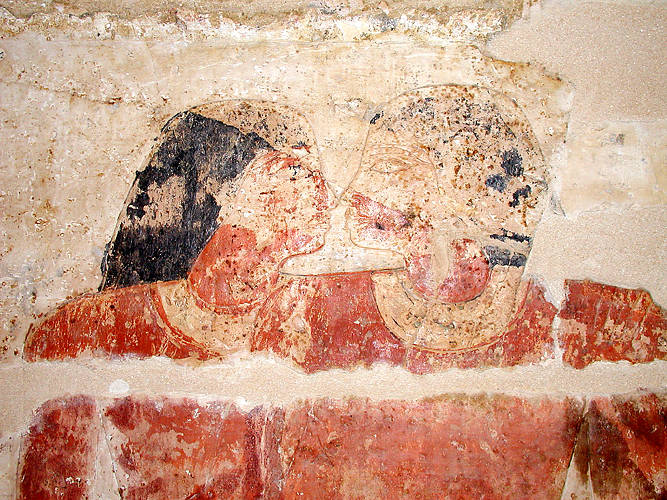
Étreinte de Khnoumhotep et Niânkhkhnoum.

L'histoire des minorités sexuelles et de genre dans l'antiquité est difficile à réaliser ; en effet, chaque élément tangible retrouvé peut être interprété de plusieurs manières : ainsi, la tombe de Khnoumhotep et Niânkhkhnoum, dans laquelle ils sont représentés en train de s'éteindre, est interprétée soit comme un couple, soit comme deux frères. Chaque interprétation est prise entre deux forces contraires : d'une part, le besoin pour la communauté LGBTQ+ de se voir et de se sentir légitimitée par l'histoire et, de l'autre, des biais homophobes et transphobes qui font que les historiens demandent plus de preuves pour les expériences homosexuelles et trans qu'hétérosexuelles et cis.

### Antiquité
Deux nouvelles difficultés s'ajoutent quant à l'histoire LGBT+ dans l'antiquité : d'une part, la traduction littérale de plusieurs termes étant « homme-femme » ou « femme-garçon », il est difficile de savoir s'il s'agit d'hommes efféminés, d'hommes gays, ou de personnes transféminines. C'est ainsi le cas pour le mot quechua « quariwarmi » qu'utilisait les Inca, mais aussi par le terme égyptien utilisé dans l'Enseignement de Ptahhotep ou en sumérien pour désigner Enheduanna, grande prêtresse d'Inanna. D'autre part, les traducteurs et historiens des premiers temps du christianisme sexualisaient les autres religions pour les démoniser, rendant difficile de juger si l'épisode de la Bible relatant l'expulsion par le roi Josias des prostitués mâles du temple d'Ashera est véridique.
Les prêtresses romaines de Cybèle étaient possiblement transféminines.

## Rapport des LGBT à l'histoire

### Devoir de mémoire
Le sigle LGBTQ+ commence par la lettre « L » dans le but d'offrir un bout de reconnaissance au lesbiennes. Effectivement, durant la crise du sida, la communauté et surtout les hommes homosexuels étaient laissés à eux-mêmes. Les femmes ont su répondre à l’appel et aider tous ces gens qui avaient été laissés de côté par la société. Peu importe la variante du sigle, il commence donc toujours par la lettre « L » comme testament de la force de ces femmes qui ont su maintenir la communauté liée durant ce moment sombre.

### Générale
- (en) The LGBTQ+ History Book, 2023 (ISBN 978-0-241-59626-5)
- (en) Global encyclopedia of lesbian, gay, bisexual, transgender, and queer (LGBTQ) history, Galea Cengage Company, 2019 (ISBN 978-0-684-32553-8, 978-0-684-32555-2 et 978-0-684-32556-9)

### Historiographie
- (en) Elizabeth Freeman, Time Binds: Queer Temporalities, Queer Histories, Duke University Press, 29 novembre 2010 (ISBN 978-0-8223-4804-7)
- Jeffrey Weeks, Écrire l'histoire des sexualités, Presses universitaires de Lyon, coll. « SXS », 2019 (ISBN 978-2-7297-0943-3)
- Quentin Petit Dit Duhal, Art queer. Histoire et théorie des représentations LGBTQIA+, Joinville-le-Pont, Double ponctuation, 2024  (ISBN 978-2-490855-61-2).

### Mouvement LGBT
- Michael McCaughley, Nino S. Dufour et Mason Funk, C'est ça, notre liberté : 50 ans de lutte LGBTQ+ de Paris à New York, 2021 (ISBN 979-10-339-0451-9, OCLC 1262125523)
- Frédéric Martel, Travis Alabanza et Matthew Todd, Pride : l'histoire du mouvement pour l'égalité LGBTQ, 2019 (ISBN 978-2-324-02491-7 et 2-324-02491-8, OCLC 1128201273)